# Omen (album Kasi Lins)
Omen – czwarty album studyjny Kasi Lins, który ukazał się 27 października 2023.
Płyta zawiera dwanaście autorskich utworów, które Kasia Lins napisała wraz z Karolem Łakomcem. Płyta wyprodukowana została przez Arka Koperę, Kasię Lins i Karola Łakomca. Wszystkie teksty na płytę zostały napisane przez Kasię Lins, z wyjątkiem piosenki „Ani Amen”, która powstała na bazie prozy Jerzego Pilcha.

## Lista utworów
Źródło:.
1. „Nikogo nie chcę” – 3:30
2. „Nieba nie ma” – 2:58
3. „Do śmierci mamy czas” (feat. WaluśKraksaKryzys) – 2:51
4. „Anioł” – 3:53
5. „Po trupach do Ciebie” – 3:30
6. „Miłość się nie kończy” – 3:14
7. „Niepalenie” – 2:37
8. „Omen” – 3:51
9. „Nie lubię zimnej wody” – 4:24
10. „Ani Amen” – 3:53
11. „Sto żyć” – 4:22
12. „Persefona” – 4:16

## Twórcy
- Kasia Lins – śpiew, fortepian, mellotron, synth, bas
- Karol Łakomiec – gitara, bas, synth
- Wiktoria Jakubowska – perkusja, flet
- Piotr Chęcki – saksofon, klarnet basowy
- Szymon Klekowicki – puzon, tuba
- Staszek Wróbel – kontrabas
- Arek Kopera – synth

## OLiS

### Pozycja na tygodniowej liście
| Kraj   | Lista                   | Najwyższa pozycja |
| ------ | ----------------------- | ----------------- |
| Polska | OLiS – albumy           | 16                |
| Polska | OLiS – albumy fizycznie | 17                |